# 笑福亭鶴太
笑福亭 鶴太（しょうふくてい つるた、1993年7月26日 - ）は、上方落語協会および松竹芸能に所属していた元落語家。6代目笑福亭枝鶴門下。

## 経歴
- 2012年：地元福岡から大阪へ上阪し近畿大学法学部に入学。落語講談研究会に友達の付き添いで入部するも落語の面白さを知る。
- 2016年4月1日：6代目笑福亭枝鶴に入門。
- 2020年3月31日：丸4年の修行を終える。
- 2022年2月15日：廃業。

## 人物
- 趣味は散歩。
- 肥満体型だがお菓子は好まない。好きな食べ物は焼肉。
- 修行期間中、師匠の家で毎日昼食を作っていた。そのため節約時短アイデア料理が得意。
- 先輩にDVDのお使いを頼まれたがリポビタンDだと聞き間違えたことがある。
- 師匠のお茶碗を間違えて使ってしまう。
- 寄席の告知のはがき書きを友達（2021年6月に入籍した妻）に手伝ってもらっているところを師匠にバレたことがある。
- 師匠に「昼飯を作って食え」と言われると、鮮度の落ちたリンゴをジャムにしようと長時間煮詰めて「ウチは調理学校やない!」と叱られたことがある。
- NHK大阪放送局の不定期放送の番組「落語家アイドル育成プロジェクト〜上方ルーキーズ〜」にてオーディションに勝ち抜き、桂あおば・桂團治郎・桂源太・笑福亭呂翔とともに「KAMIGATA☆らくご男子」のメンバーになる。担当カラーは黄色。
- 「お客さんがいると聞かされていたのに、桂文枝師匠が座っている」というドッキリを仕掛けられたときのリアクションが好評[1]。
- 2020年3月に此花千鳥亭で行われた落語会の大喜利にて「桂源太は楽屋で下ネタばかり言っている。胸の大きい女が好き」という旨を言ったところ、桂紗綾（朝日放送テレビアナウンサー）に解答用のスケッチブックで頭を叩かれる[2]。
- 桂紋四郎と桂華紋のYouTube動画配信「おはよう落語」（師匠は同名ラジオ番組のレギュラーを持っていたことがある）にて、紋四郎にしばしば挨拶をモノマネされている。
- 2022年2月15日に廃業。理由は不明。